# Ганеша (психоделик)
Гане́ша — психоактивное вещество класса фенилэтиламинов. Также является производным амфетамина.

## Дозировка и длительность действия
В PiHKAL указана средняя дозировка 20—32 мг и длительность действия 18—24 часа.

## Гомологи
Гомологи ганеши:
- G-3 — 2,5-диметокси-3,4-(триметилен)амфетамин;
- G-4 — 2,5-диметокси-3,4-(тетраметилен)амфетамин;
- G-5 — 3,6-диметокси-4-(2-аминопропил)бензонорборнан;
- G-N — 1,4-диметоксинафтил-2-изопропиламин.

Гомологи
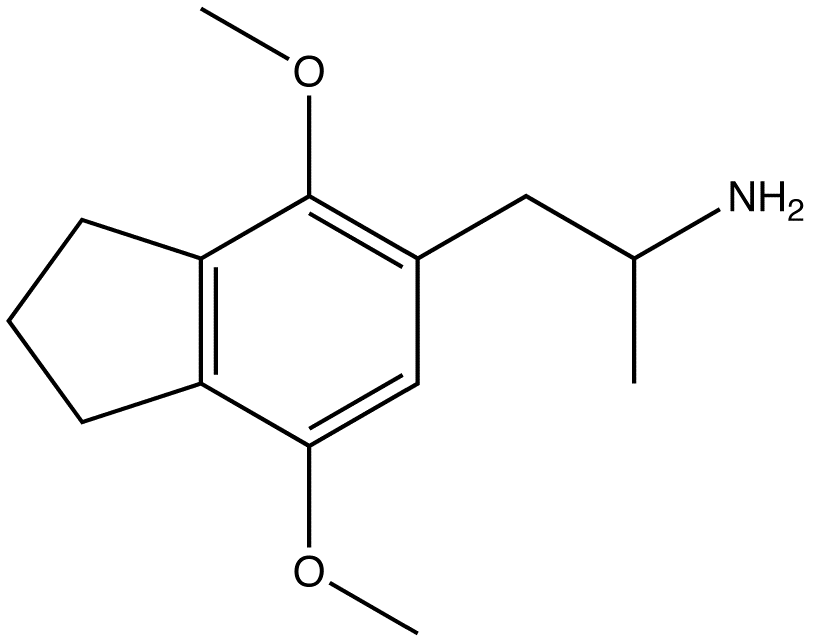
G-3
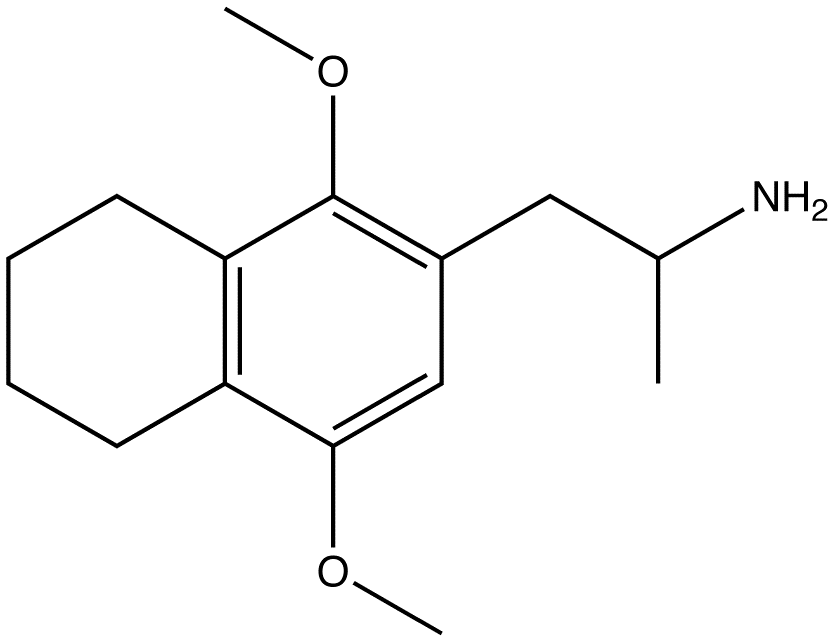
G-4
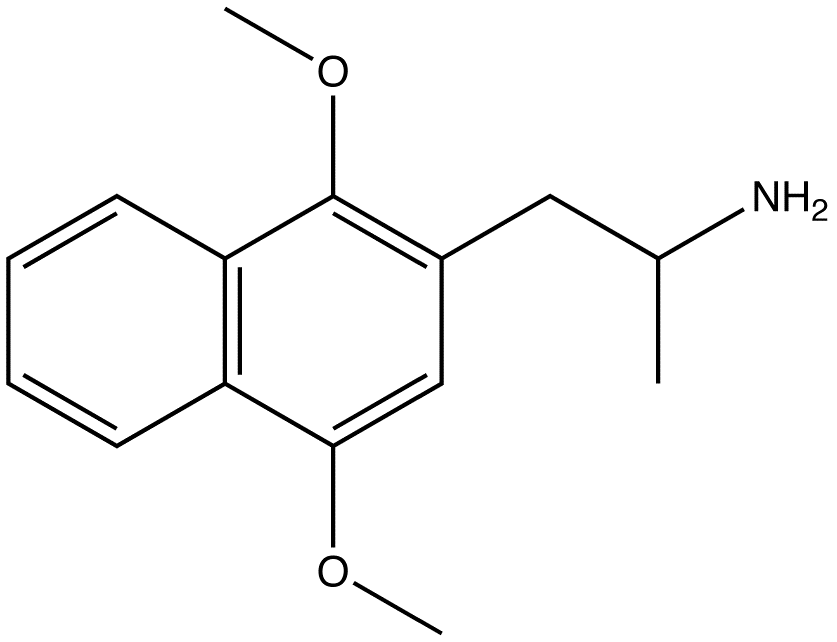
G-N

## Методы получения
Ганеша получается из 2,5-диметокси-3,4-диметилбензальдегида: